# Турріальба (вулкан)
Турріа́льба (ісп. Turrialba) — базальтовий стратовулкан, розташований у Коста-Риці неподалік від кордону провінцій Картаго та Лимон. Фумароли наявні у центральному і південно-західному кратерах. Згідно з даними програми Global Volcanism Program, висота вулкана становить 3340 м, а останнє незначне виверження з індексом вулканічної експлозивності 1 відбулося 17 червня 2022 року.